# Tribute Communities Centre
Le Tribute Communities Centre, anciennement connu sous le nom de General Motors Centre, est une salle omnisports à Oshawa (Ontario). Ses locataires sont les Generals d'Oshawa de la Ligue de hockey de l'Ontario. La salle accueille également des concerts et des spectacles.